# Ontherus incisus
Ontherus incisus är en skalbaggsart som beskrevs av Kirsch 1870. Ontherus incisus ingår i släktet Ontherus och familjen bladhorningar. Inga underarter finns listade i Catalogue of Life.